# 全国台湾研究会
全国台湾研究会（英語：National Society of Taiwan Studies），簡稱NSTS，是中华人民共和国从事台湾问题和台湾海峡两岸关系研究的学者、有关人员和团体组成的全国性民间学术社团。現會址為北京市海淀区双清路清华同方大厦B座四层。

## 简介
1988年8月16日，台湾研究会成立（后称全国台湾研究会），成立宗旨在为海峡两岸及海内外从事台湾问题和两岸关系研究的专家学者搭建交流平台，推动学术活动，增进学者间交流、友谊与合作，促进两岸关系和平发展与祖国和平统一。
全国台湾研究会的最高权力机构是会员代表大会。理事会是会员代表大会的执行机构。常务理事会由理事会选举产生，在理事会闭会期间行使理事会的部分职权，对理事会负责。本会设会长、副会长、秘书长，其中秘书长为本会法定代表人。
1991年起，全國台灣研究會、中華全國台灣同胞聯誼會、中國社會科學院台灣研究所每年聯合主辦“海峽兩岸關係學術研討會”，簡稱“三台會”，截至2018年第27屆均未曾停辦。2013年10月11－12日，二十一世紀基金會與全國台灣研究會主辦首屆「兩岸和平論壇」。

## 历任领导
| 会长 - 宦乡（1988年8月16日—1989年2月28日逝世，第一届） - 程思远（1991年—2003年4月21日，第二、三、四届） - 成思危（2003年4月21日—2015年7月12日逝世，第五、六届） - 戴秉国（2017年2月17日—2020年12月7日，第七届） - 汪毅夫（2020年12月7日—，第七届） 顾问 - 汪道涵（2003年4月21日—2005年12月24日逝世，第五届） | 副会长 - 赵复三（1988年8月16日—1990年，第一届） - 经叔平（1988年8月16日—2009年9月14日逝世，第一、二、三、四、五届） - 季崇威（1988年8月16日—2001年9月2日逝世，第一、二、三、四届） - 张万欣（1994年11月26日—2017年2月17日，第三、四、五、六届） - 姜殿铭（1994年11月26日—2003年4月21日，第三、四届） - 成思危（1998年9月9日—2003年4月21日，第四届） - 王洛林（1998年9月9日—2017年2月17日，第四、五、六届） - 孙晓郁（1998年9月9日—2017年2月17日，第四、五、六届） - 许世铨（1998年9月9日—2017年2月17日，第四、五、六届） - 曹建明（2003年4月21日—2010年6月1日，第五届） - 朱佳木（2003年4月21日—2017年2月17日，第五、六届） - 孙亚夫（2010年6月1日—，第六、七届） - 安民（2010年6月1日—2017年2月17日，第六届） - 周志怀（2010年6月1日—2017年2月17日，第六届执行副会长兼秘书长） - 李亚飞（2017年2月17日—，第七届） - 蔡昉（2017年2月17日—，第七届） - 郑建邦（2017年2月17日—，第七届） - 王卫星（2020年12月7日—，第七届） - 杨明杰（2020年12月7日—，第七届） - 王升（2020年12月7日—，第七届执行副会长） |